# Diego Biseswar
Diego Marvin Biseswar  (Amsterdam, 8 maart 1988) is een voormalig Nederlands-Surinaams voetballer die doorgaans als aanvallende middenvelder speelde, maar ook als vleugelaanvaller uit de voeten kon. Hij speelde onder meer voor Feyenoord, De Graafschap, Heracles Almelo, PAOK Saloniki en Kayserispor. Ook was hij tussen 2021 en 2023 actief als international voor Suriname.

## Clubcarrière
Biseswar maakte in het seizoen 2004/05 namens Feyenoord zijn debuut in het betaald voetbal. Het daaropvolgende seizoen werd hij steeds vaker bij de selectie gehaald en mocht hij ook af en toe in actie komen. Op 31 januari 2006 werd bekend dat Biseswar definitief naar de A-selectie van Feyenoord zou worden overgeheveld.
Hij werd in het seizoen 2006/07 verhuurd aan Heracles Almelo om meer ervaring op Eredivisieniveau op te doen.
Na een korte periode bij Feyenoord, speelde hij de tweede helft van het seizoen 2007/08 op huurbasis bij De Graafschap.
In het seizoen 2008/09 kreeg Biseswar in de voorbereiding de kans van trainer Gertjan Verbeek en stond hij op het Jubileumtoernooi tegen Celtic en Borussia Dortmund in de basis. Desondanks liet het bestuur van de club weten dat Biseswar tegen een acceptabel bod mocht vertrekken. De Graafschap had niet voldoende geld om de speler definitief over te nemen, dus trainde Biseswar een aantal dagen mee met de Engelse club Sheffield United om een contract af te dwingen. Nadat Sheffield United met Feyenoord niet tot een akkoord kwam, bleef de aanvaller voor het seizoen 2008/2009 deel uitmaken van de Rotterdamse selectie.
Biseswar zat onder Verbeek op een zijspoor, maar de wedstrijd tegen FC Volendam bleek een volledige ommekeer voor de aanvaller. Andwelé Slory viel geblesseerd uit en Biseswar mocht invallen. Hij maakte meteen twee doelpunten. Daarna scoorde hij ook nog tegen  FC Utrecht en NAC Breda.
In de loop van het seizoen maakte hij veel indruk, waarna hij een vaste basisplaats kreeg toegewezen. Valencia wilde Biseswar graag overnemen aangezien hij na het seizoen 2008/2009 transfervrij zou zijn, maar uiteindelijk verlengde hij zijn contract bij Feyenoord met drie jaar.
Biseswar heeft een negatief record op zijn naam staan. Hij was tijdens De Klassieker in het seizoen 2008/09 de speler die het snelst een gele kaart kreeg in de historie van de Eredivisie, namelijk al na drie seconden.
Biseswar tekende op 21 december 2011 een contract voor 4,5 jaar bij Kayserispor. Met deze transfer zou ongeveer 200.000 euro gemoeid zijn. Biseswar speelde vervolgens vijf jaar voor de Turkse club. Hij degradeerde in het seizoen 2013/14 met Kayserispor naar de TFF 1. Lig, maar promoveerde een jaar later als kampioen van die divisie weer naar de Süper Lig.
Biseswar tekende in juni 2016 een contract tot medio 2019 bij PAOK Saloniki, dat hem transfervrij inlijfde.
Met PAOK Saloniki won Biseswar direct de Griekse beker door in de finale met 2-1 van AEK Athene te winnen. Biseswar scoorde de openingstreffer van de wedstrijd. Bovendien werd hij uitgeroepen tot Man of the Match.
Op 21 april 2019 veroverde Biseswar met PAOK Saloniki de landstitel in Griekenland door met 5-0 te winnen tegen Levadiakos. In die wedstrijd scoorde Biseswar de 2-0 vanaf de 11-meter-stip met een “Panenka”.
In januari 2021 werd Biseswar verhuurd aan het Cypriotische Apollon Limassol.

## Clubstatistieken[4]
| Seizoen                       | Club                     | land          | Duels | Goals |
| ----------------------------- | ------------------------ | ------------- | ----- | ----- |
| 2004/05                       | Feyenoord                | Eredivisie    | 1     | 0     |
| 2005/06                       | Feyenoord                | Eredivisie    | 6     | 1     |
| 2006/07                       | → Heracles Almelo (huur) | Eredivisie    | 26    | 2     |
| 2007/08                       | Feyenoord                | Eredivisie    | 1     | 0     |
| 2007/08                       | → De Graafschap (huur)   | Eredivisie    | 11    | 0     |
| 2008/09                       | Feyenoord                | Eredivisie    | 28    | 7     |
| 2009/10                       | Feyenoord                | Eredivisie    | 29    | 1     |
| 2010/11                       | Feyenoord                | Eredivisie    | 23    | 2     |
| 2011/12                       | Feyenoord                | Eredivisie    | 5     | 0     |
| 2011/12                       | Kayserispor              | Süper Lig     | 8     | 2     |
| 2012/13                       | Kayserispor              | Süper Lig     | 22    | 3     |
| 2013/14                       | Kayserispor              | Süper Lig     | 23    | 3     |
| 2014/15                       | Kayserispor              | 1. Lig        | 31    | 5     |
| 2015/16                       | Kayserispor              | Süper Lig     | 32    | 5     |
| 2016/17                       | PAOK Saloniki            | Super League  | 30    | 5     |
| 2017/18                       | PAOK Saloniki            | Super League  | 20    | 1     |
| 2018/19                       | PAOK Saloniki            | Super League  | 27    | 8     |
| 2019/20                       | PAOK Saloniki            | Super League  | 31    | 2     |
| 2020/21                       | PAOK Saloniki            | Super League  | 5     | 0     |
| 2021/22                       | PAOK Saloniki            | Super League  | 23    | 1     |
| 2022/23                       | PAOK Saloniki            | Super League  | 19    | 0     |
| 2023/24                       | SteDoCo                  | Derde Divisie | 10    | 2     |
| Totaal                        | Totaal                   | Totaal        | 411   | 50    |
| Bijgewerkt op 20 januari 2025 |                          |               |       |       |

## Interlandcarrière
Met het Nederlands voetbalelftal onder 17 nam Biseswar deel aan het Europees kampioenschap voetbal onder 17 - 2005 (finalist) en het Wereldkampioenschap voetbal onder 17 - 2005 (derde plaats).
In de aanloop naar het WK 2006 in Duitsland, volgden bondscoach Leo Beenhakker en zijn assistent Wim Rijsbergen in januari 2006 de verrichtingen van Biseswar. Na onderzoek zou blijken dat de aanvaller wegens zijn afkomst in aanmerking kon komen voor een paspoort van Trinidad en Tobago, en daarmee dus een plaats in de WK-selectie van Trinidad en Tobago mogelijk zou zijn. De vader van Biseswar wees de mogelijkheid in het tv-programma Café de Sport van de hand, omdat de ouders van de aanvaller beiden afkomstig zijn uit Suriname. Biseswar zou dan ook niet voor Trinidad en Tobago spelen.

### Nederland onder 21
Biseswar werd op 27 september 2008 door bondscoach Hans Schrijver opgeroepen om deel uit te maken van de voorlopige selectie van het Nederlands beloftenelftal. Op 10 oktober 2008 debuteerde Biseswar als basisspeler in de oefeninterland tegen Oekraïne (0-0 gelijkspel).

### Nederland B
Biseswar werd in maart 2009 door bondscoach Johan Neeskens opgeroepen om deel uit te maken van de selectie van Nederland B. Hij werd opgenomen voor de wedstrijden tegen Italië en Duitsland.

### Suriname
Op 21 januari 2020 accepteerde Biseswar een uitnodiging van het Surinaams elftal om voortaan voor die selectie uit te komen. Hij speelde zijn eerste interland voor Suriname op 27 maart 2021 tegen Aruba, waarin met 0–6 werd gewonnen. In juni 2021 werd Biseswar opgeroepen voor de Surinaamse ploeg voor deelname aan de CONCACAF Gold Cup.

## Erelijst
PAOK Saloniki
- Beker van Griekenland: 2016/17, 2017/18, 2018/19
- Super League: 2018/19